# Пелопс
Пелопс (на гръцки: Πέλοψ) в древногръцката митология е син на Тантал (владетел на планината Сипил, в близост до настоящия град Маниса, Турция) и на богинята Диона; брат на Ниоба - жена на царя на Тива в Беотия, и Бротей, цар на Лидия.
Митът за Пелопс и нещастието на рода му е любима тема на гръцките трагици.

## Тантал
Първоначално родът му (Танталиди), вероятно произхождащ от Пафлагония, властва в малоазийската област Фригия. По-късно се заселват в Гърция, в резултат от войните си с Ил (син на Трос), цар на Троя. На Пелопс е кръстен Пелопонес.
Тантал, човек прочут с огромните си богатства, натрупани вероятно чрез рудодобив, а също и с големите си алчност, дързост и жестокост, отначало е любимец на боговете от Олимп. Гостува им често (и пие и яде редом с тях нектар и амброзия, понякога крадейки ги споделяйки ги с близките си, както и тайните, които научава от божествата). Олимпийците също го посещават в двореца му (където ги гощава с земни гозби), но с времето между тях възникват разпри, в резултат на предизвикателното поведение на царя и накрая той е заменен от сина си Пелопс, а сам се озовава в специално отредено за особено грешните хора място в Хадес, където е наказан за простъпките си.

## Възцаряването на Пелопс
Конкретният повод да бъде свален Тантал е обясняван в митологията, със злодеяние, извършено едновременно над собственото му потомство и над боговете. За да изпита всезнанието им, той накълцва на парчета и сварява сина си Пелопс и им го поднеся на трапезата. Досещайки се какво е сторил боговете не вкусват сготвения от баща си младеж, с изключение на Деметра, тъжна и унесена заради отвлечената си дъщеря Персефона (тайно отмъкната в Подземното царство), която машинално изяжда част от рамото на момчето. После боговете възкресяват Пелопс - Зевс нарежда частите му да бъдат събрани и сварени в свещен котел, заедно с направено от Хефест рамо от слонова кост. В памет на събитието, оттогава всички потомци на Пелопс имат родилно петно на рамото (според легендата, то е бяло и блестящо). Посейдон взема Пелопс на Олимп, за да стане негов любовник и там той е задържан да гостува на боговете, сближавайки се с тях, макар че самият Посейдон след време вече е против присъствието му, ядосан на баща му, който още известно време е вожд на Сипил, но отново разгневява боговете с поредното си светотатство, за което е наказан с катастрофално земетресение, комбинирано с ужасна гръмотевична буря и цунами (гигантски вълни), поразило освен неговите земи, също и тези на троянците. Изглежда, че в хода на тези бедствия, Тантал е тежко ранен или дори умира. Във всеки случай жителите на царството му, които са останали в неведение за приключенията на сина му, възроптават срещу отсъствието му и, според мита за него, той им е върнат като нов владетел на областта им.

## Пелопс - на Пелопонес
Впоследствие Пелопс е победен и прогонен от троянския цар Ил и се настанява в Елида (област в северозападната част на полуостров Пелопонес). Там се влюбва в местната принцеса Хиподамия, но баща й Еномай, владетел на полиса Писа, не е съгласен с брака им, освен ако го кандидатът го победи в надбягване с колесници. Пелопс разбира, че това е уловка, научавайки че същото е станало и с предишните 13 кандидати за ръката на момичето, убити от царя, не толкова в резултат на загубата си в състезанието (залогът така или иначе е животът им, тъй като Еномай държи да се отърве напълно от тях - предречено му е, че зет му ще причини смъртта му), колкото защото по време на самото състезание Еномай ги ликвидира. Но и водачът на колесницата на царя Миртил, син на Хермес, желае девойката и по нейно внушение или убеден от Пелопс се съгласява да предаде господаря си, срещу половината от владенията на последния и след като му е обещано в първата брачна нощ да замени младоженеца. Вечерта преди надбягването Миртил размества оста на колелата на колесницата на Еномай и тя се поврежда и преобръща, тъкмо когато той вече се кани да убие нежелания жених. Царят е влачен от конете си до смърт, но Миртил се спасява и поисква да се възползва от клетвата, дадена му от Пелопс, обаче булката се възпротивява и той се опитва да я изнасили, поради което Пелопс се намесва и го убива.
Властта на Пелопс се разпростира с времето над Олимпия, Аркадия и Аргос, затова целият полуостров е получил неговото име (вж. Пелопонески полуостров).

## Проклятието над Пелопидите
Умирайки Миртил проклина Пелопс за престъпното му, от гледна точка на боговете, поведение и проклятието се разпростира и върху цялото му семейство и потомство, което макар че става все по-могъщо, е преследвано от многобройни злочестни. Сред тях са: смъртта на сина му Хрисип, погубен и захвърлен в кладенец от неедноутробните си братя Атрей и Тиест, подучени от майка си Хиподамея (която не е и негова родна майка - той е син на нимфа, с която Пелопс се залюбва), зловещата история на техните собствени взаимоотношения, в резултат на които умират още неколцина от Пелопидите, а и те самите са убити от свои роднини, по-късните патила на Агамемнон (заклан в банята от Егист, син на Тиест, с помощта на собствената си жена Клитемнестра, които убиват и робинята му Касандра, както и потомството им) и на Менелай (цар на Спарта). Менелай е разделен от жена си Елена, след като тя е отведена от Парис (Александър) от Троя и си я връща едва след 10-годишната обсада на града (Троянската война), но и тогава не заживява щастливо с нея. Прибирането му в Спарта е удължено от дългогодишно принудително пребиваване в Египет. Освен това Орест, сина на Агамемнон, подпомогнат от сестра си Електра (известна и като Лаодика - по-късно съпруга на героя Пилад), убива на свой ред Егист и своята майка Клитемнестра, за което е  преследван от ериниите, чак до Таврида, където е очистен от греха си с помощта на Ифигения, жрица в тези крайща и негова сестра, но после се връща в Микена и убива и Алет - свой брат от връзката на Клитемнестра с Егист. 
Последеният Пелопид, владетел на Микена, както и въобще на Пелопонес, и вероятно последният оцелял до завземането на страната от дорийците (в митологията представяни, водени от рода на Хераклидите), потомък на Пелопс е Тисамен, син на Орест и братовчедка му Хермиона.